# John Hutchinson (cirujano)
John Hutchinson fue un cirujano inglés que nació en 1811 en un pueblo cerca de Newcastle upon Tyne. En 1834 fue a Londres y recibió formación médica en el University College.
Hutchinson inventó el espirómetro, un dispositivo para medir la capacidad pulmonar, que utilizó mientras evaluaba candidatos para un seguro de vida como médico de Brittania Life. También teorizó que la contaminación del aire podría provocar mala salud. En particular, investigó la seguridad de la minería del carbón y la presencia de carbón en los pulmones de los mineros.
Se trasladó a Australia alrededor de 1852, luego a Fiyi, donde murió en 1861 tras contraer disentería .